# ديل السمكة (فلم)
ديل السمكة فيلم اجتماعي مصري عرض عام 2003، بطولة عمرو واكد وحنان ترك، تأليف وحيد حامد وإخراج سمير سيف.

## قصة الفيلم
أحمد يتم تعيينه ككشاف للنور... ومن هنا يبدأ في التجول في أنحاء المدينة، وحدث مفارقات كوميدية قوية جدا.. وخصوصا عندما يكتشف المهنة الأصلية لنور خطيبته.

## بطولة
- عمرو واكد
- حنان ترك
- سري النجار
- محسنة توفيق
- عبد الرحمن أبو زهرة
- سوسن بدر
- رؤوف مصطفى
- فريدة سيف النصر
- محمد التاجي

## روابط خارجية
- مقالات تستعمل روابط فنية بلا صلة مع ويكي بيانات